# Centraldereservas.com
Centraldereservas.com — испанский онлайн-сервис по бронированию отелей во всем мире. Головной офис находится в Арагонских Пиренеях, в Аинсе-Собрарбе. База данных компании насчитывает более 600 000 отелей. Centraldereservas является крупнейшей в Испании национальной системой, занимающейся бронированием отелей по интернету.
Юридическое название компании — Different Travel S.L.

## История компании
Компания была создана Рикардо Буилем и Карлосом Буэтасом в 1998 году и на первых порах финансировалась продажей коров, которыми владел первый предприниматель. В 2008 году Рикардо выкупил долю своего компаньона и стал полноправным руководителем сервиса.

## Описание компании
Штат компании — 120 сотрудников. Помимо штаб-квартиры в Аинсе компания имеет два офиса в Сарагосе (автономный регион Арагон), один из которых полностью занимается поддержкой клиентов. Структура потребителей услуг сервиса по страновой принадлежности выглядит следующим образом: 65 % — Испания, 35 % — остальной мир.

## Международное развитие
Начиная с 2013 года под международным брендом Centraldereservas.com — Reserving.com — работают 5 версий веб-сайта (на английском, французском, немецком, итальянском и португальском языках). В данный момент готовится запуск сайта на русском языке.

## Финансовые показатели
В 2014 году оборот компании составил 40 миллионов евро, а в 2015 году — 44 миллиона евро.

## Признание
Министр по инновациям, исследованиям и делам Университета в Правительстве Арагона Пилар Алегрия посетила новый офис сервиса в Сарагосе и обратила внимание на значение молодого коллектива в компании (средний возраст работника — 25-30 лет) и персонифицированное отношение к клиентам.
Компания является обладателем ряда наград:
2005 год — Премия «Туристическое онлайн-агентство в Испании с наибольшим объемом продаж»;
2006 год — Премия «Молодой предприниматель Арагона», награжден Рикардо Буиль;
2007 год — Премия «Лучший Интернет-магазин» в рамках II-ой Выставки интернет-магазинов Арагона;
2008 год — Премия «Национальному молодому предпринимателю за социальную ответственность», получена из рук принца Астурийского;
2015 год — «Премия Арагона за социальную ответственность компании».